# Annals of the Royal Botanic Gardens. Peradeniya
Annals of the Royal Botanic Gardens. Peradeniya (abreviado Ann. Roy. Bot. Gard. (Peradeniya)) es una revista con ilustraciones y descripciones botánicas que es editada en Colombo desde el año 1901.